# ستيف روبانجوكا
ستيف روبانجوكا (بالبرتغالية: Steve Rubanguka) (ولد في 14 أكتوبر 1996 في رواندا) لاعب كرة قدم رواندي يجيد اللعب في مركز الوسط يلعب حالياً لصالح نادي النجوم السعودي.

## روابط خارجية
- ستيف روبانجوكا على موقع قاعدة بيانات كرة القدم.إي يو (الإنجليزية)
- ستيف روبانجوكا على موقع ناشيونال فوتبول تيمز (الإنجليزية)
- ستيف روبانجوكا على موقع Soccerway.com (الإنجليزية)
- ستيف روبانجوكا على موقع عالم كرة القدم.نت (الإنجليزية)